# Haseri Asli
Haseri Asli (sinh ngày 9 tháng 3 năm 1974) là một vận động viên người Brunei, đã thi đấu tại Thế vận hội Mùa hè 2000 ở nội dung chạy 100 mét nam. Anh xếp thứ 8 trong bảng đấu.